# Xue Bai
Xue Bai (Heilongjiang, China, 15 de diciembre de 1988) es una atleta china, especialista en la prueba de maratón, con la que ha llegado a ser campeona mundial en 2009.

## Carrera deportiva
En el Mundial de Berlín 2009 gana la medalla de oro en la maratón con un tiempo de 2:25:15, quedando por delante de la japonesa Yoshimi Ozaki y la etíope Aselefech Mergia.